# Зинцинг
Зинцинг (нем. Sinzing) — община в Германии, в земле Бавария.
Подчиняется административному округу Верхний Пфальц. Входит в состав района Регенсбург. Население составляет 6852 человека (на 31 декабря 2010 года). Занимает площадь 44,30 км².
Община подразделяется на 24 сельских округа.

## Расположение
Зинциг расположен на реках Шварце-Лабер и Дунай, в нескольких километрах от Регенсбурга.

## Население
По оценке на 31 декабря 2015 года население общины Зинцинг составляет 6922 чел. 

| Дата      | 1840 | 1871 | 1900 | 1925 | 1939 | 1950 | 1961 | 1970 | 1987 | 2011 |
| --------- | ---- | ---- | ---- | ---- | ---- | ---- | ---- | ---- | ---- | ---- |
| Население | 1573 | 2138 | 2057 | 2432 | 2565 | 3893 | 3874 | 4192 | 5715 | 6761 |

| Год       | 1960 | 1970 | 1980 | 1990 | 2000 | 2009 | 2010 | 2011 | 2012 | 2013 | 2014 | 2015 |
| --------- | ---- | ---- | ---- | ---- | ---- | ---- | ---- | ---- | ---- | ---- | ---- | ---- |
| Население | 3789 | 4229 | 5132 | 5872 | 6641 | 6874 | 6852 | 6747 | 6790 | 6753 | 6751 | 6922 |

Во время Второй мировой войны 1939-1945 здесь размещался авиационный завод компании Messerschmitt GmbH, демонтированный после войны.